# Tomàs Barris Ballestín
Tomàs Barris Ballestín (Barcelona, 1 de febrer de 1930 - 29 d'octubre de 2023) va ser un atleta català. Va ser considerat el millor atleta espanyol de mig fons de la seva època.

## Carrera esportiva
Es va iniciar al món de l'atletisme de jove, a edat escolar, a una prova tan emblemàtica con la cursa Jean Bouin. Va ser l'1 de gener de 1947. Des d'aquest moment tot va ser una millora contínua i només alguns problemes de confiança li feien entrar a una petita davallada. Però amb la preparació per als II Jocs del Mediterrani de Barcelona del 1955, l'ajuntament de Barcelona i Joan Antoni Samaranch van aconseguir que un entrenador de gran prestigi i innovador estigués preparant als atletes catalans durant vuit mesos per aquesta prova. Aquest entrenador era l'Olli Virho, que va introduir un entrenament més intensiu i planificat i va aconseguir que Tomàs tingués la confiança amb si mateix que li mancava i que el va convertir en un atleta més segur i el millor especialista espanyol de fons i mig fons.
Poc després, Joan Antoni Samaranch li va donar suport econòmic per realitzar viatges a Friburg (Alemanya). A l'Institut d'Educació Física de la universitat alemanya de Friburg es trobava el tècnic de més prestigi mundial, l'alemany Woldemar Gerschler i el seu equip, el doctor Hans Reindell i el psicoanalista Schilde. Tomàs es va adaptar a l'entrenament rebut i van arribar els èxits internacionals.
El 1957, a l'encontre internacional Espanya-Alemanya, va guanyar la prova dels 1500 metres per davant del plusmarquista mundial Werner Luegg. Això li va obrir les portes d'Europa i va ser el primer atleta espanyol que va competir a Europa assíduament en les grans trobades i es convertí en un atleta de renom. Tomàs Barris és el pioner de l'atletisme professional a Espanya i el primer atleta espanyol en disposar d'un mànager propi. Tot això a una època on superar els ingressos màxims que la Federació Internacional d'Atletisme Amateur (I.A.A.F.) permetia (2$ USA diaris, com a despeses a més de viatges i estades) suposava per l'atleta la desqualificació automàtica per professionalisme.
La seva millor marca la va fer a Turku, en els 1500 metres quan va guanyar la prova amb un temps de 3'41"7, la 13a. millor marca de tots els temps, marca superior a les plusmarques de països amb una gran tradició atlètica com Alemanya, Itàlia, França o Noruega. Cal valorar aquesta gesta justament, en un temps on a Espanya la pràctica de l'atletisme era amateur, on no hi havia patrocinadors, poques ajudes institucionals, pistes de cendra i sense llebres i on pràcticament ningú anava a competir fora d'Espanya.
Com a atleta va pertànyer al CD Hispano-Francès, RCD Espanyol i FC Barcelona. Com a entrenador va estar un any en el RCD Espanyol i en el CA Laietània de Mataró un període de vuit anys.

## Millors marques[3]
- 800 metres llisos: 1'48"7 a Barcelona, el 12 de setembre de 1959.
- 1000 metres llisos: 2'22"1 a Stuttgart, el 17 de maig de 1958.
- 1500 metres llisos: 3'41"7 a Turku, el 29 d'agost de 1958.
- Milla: 4'03"2 a Turku, el 5 d'agost de 1958.
- 2000 metres llisos: 5'14"5 a Tolosa, el 22 de juliol de 1961.
- 3000 metres llisos: 8'09"8 a Parainen, l'11 de juliol de 1961.

## Guardons
- Medalla com a Forjador de la Història Esportiva de Catalunya.
- Medalla com a Pioner de l'Esport Català
- Medalla de Plata al Mèrit Esportiu de la Federació Internacional d'Atletisme (I.A.A.F.).
- Medalla de Plata al Mèrit Esportiu de la Ciutat de Barcelona.
- Medalla de Plata al Mèrit Esportiu de la Diputació de Barcelona.
- Medalla d'Or de la Federació Espanyola d'Atletisme.
- Medalla d'Or de la Federació Catalana d'Atletisme.
- Copa Baró Güell al millor esportista espanyol a nivell internacional de l'any 1958.
- Creu al Mèrit Civil.
- Placa al "Mèrit Esportiu" de la U. F. E. C.
- Placa de reconeixement a l'"Esperit Olímpic" del C.O.C.
- El 2018 va rebre la Creu de Sant Jordi "per la seva excel·lència esportiva".[4]

## Palmarès
- Campió d'Espanya dels 800 m a l'aire lliure: 1955, 1957, 1959, 1960, 1961, 1962, 1963
- Campió d'Espanya dels 1500 m a l'aire lliure: 1955, 1956, 1957, 1958, 1959, 1961, 1962, 1963, 1964
- 34 rècords absoluts d'Espanya en pista a l'aire lliure (rècord a la història de l'atletisme espanyol)
- Guanyador de 58 Mítings Internacionals (rècord a la història de l'atletisme espanyol)
- Medalles d'Or i de Plata als Jocs del Mediterrani de Beirut i Nàpols
- Medalla de Plata als Jocs Iberoamericans a Santiago de Xile i Madrid
- Medalla de Bronze als World Athletics Games a Hèlsinki
- Subcampió d'Espanya de cros l'any 1961
- Campionat de Catalunya de cros: 1959, 1960, 1962
- Campionat de Catalunya 800 metres llisos: 1951, 1952, 1955, 1956, 1958, 1960, 1962, 1964,
- Campionat de Catalunya 1.500 metres llisos: 1952, 1954, 1955, 1956, 1961, 1962, 1964
- Campionat de Barcelona de cros: 1955, 1956, 1957, 1958, 1959.